# Männerwasser
Das Männerwasser ist ein 3,9 km langer, linker bzw. westlicher Zufluss der Losse im Landkreis Kassel, Nordhessen (Deutschland).

## Verlauf
Das Männerwasser entspringt im Geo-Naturpark Frau-Holle-Land (Werratal.Meißner.Kaufunger Wald) in der bewaldeten Söhre. Seine Quelle liegt im Gemeindegebiet von Söhrewald zwischen dem Franzosentriesch (ca. 490 m ü. NHN) im Südwesten und dem zur Gemeinde Helsa gehörenden Kleinen Belgerkopf (ca. 490 m) im Nordosten nahe der Wüstung Lobesrode auf etwa 458 m Höhe.
Das ostwärts fließende Männerwasser, das wenige Hundert Meter unterhalb seines Ursprungs in das Gemeindegebiet von Helsa einfließt, verläuft anfangs durch das Naturschutzgebiet Heubruchwiesen bei Eschenstruth (NSG-Nr. 163667), das 1989 gegründet wurde und 51,49 ha groß ist. Danach mündet zwischen den Helsaer Dörfern Sankt Ottilien und Eschenstruth ein kleiner Bach ein, der vom südwestlich abseits des Männerwassers gelegenen Sankt Ottilien kommt.
Schließlich mündet das Männerwasser nach südlichem Passieren von Eschenstruth, östlich des Dorfs und direkt westlich der Bundesstraße 7, auf rund 308 m Höhe in den dort von Süden kommenden Fulda-Zufluss Losse.